# Filmografia Motanului Sylvester
Filmografia Motanului Sylvester

## 1945
- Life with Feathers  3/24/45 - Prima apariție a lui Sylvester(MM)
- Peck Up Your Troubles  10/20/45 (MM)

## 1946
- Kitty Kornered  6/8/46 - Prima împerechere cu Sylvester și Porky. (LT)

## 1947
- 001 Tweetie Pie  5/3/47 - Prima împerechere cu Sylvester și Tweety. (MM)
- 002 Crowing Pains  7/12/47 - Singurul desen care să îi aibă pe Sylvester și Foghorn Leghorn. (LT)
- 003 Doggone Cats  10/25/47 (MM)
- 004 Catch as Cats Can  12/6/47 (MM)

## 1948
- 005 Back Alley Op-Roar  3/27/48 - Singurul desen care să îi aiibă pe Sylvester și Elmer. (MM)
- 006 I Taw a Putty Tat  4/2/48 - Cu Tweety. (MM)
- 007 Hop, Look and Listen  4/17/48 - Singurul desen care să îi aibă pe Sylvester și Hippety. (LT)
- 008 Kit for Cat  11/6/48 - Cu Elmer. (LT)
- Scaredy Cat  12/18/48 - Cu Porky. (MM)

## 1949
- 009 Mouse Mazurka  6/11/49 (MM)
- 010 Bad Ol' Putty Tat  7/23/49 - Cu Tweety. (MM)
- 011 Hippety Hopper  11/19/49 - Cu Hippety. (MM)

## 1950
- 012 Home Tweet Home  1/14/50 - Cu Tweety. (MM)
- ' The Scarlet Pumpernickel  3/4/50 - Cu Porky, Elmer, Daffy,  și alții. (LT)
- 013 All a Bir-r-r-rd  6/24/50 - Cu Tweety. (LT)
- 014 Canary Row  10/7/50 - Cu Tweety. (MM)
- 015 Stooge for a Mouse  10/21/50 (MM)
- 016 Pop 'Im Pop!  10/28/50 - Cu Hippety. Prima împerechere cu Sylvester și Sylvester Jr. (LT)

## 1951
- 017 Canned Feud  2/3/51 (LT)
- 018 Putty Tat Trouble  2/24/51 - Cu Tweety. (LT)
- 019 Room and Bird  6/2/51 - Cu Tweety. (MM)
- 020 Tweety's S.O.S.  9/22/51 - Cu Tweety. (MM)
- 021 Tweet Tweet Tweety  12/15/51 - Cu Tweety. (LT)

## 1952
- 022 Who's Kitten Who?  1/5/52 - Cu Hippety, Sylvester Jr. (LT)
- 023 Gift Wrapped  2/16/52 - Cu Tweety. (LT)
- 024 Little Red Rodent Hood  5/3/52 (MM)
- 025 Ain't She Tweet  6/21/52 - Cu Tweety. (LT)
- 026 Hoppy Go Lucky  8/9/52 - Cu Hippety. (LT)
- 027 A Bird In A Guilty Cage  8/30/52 - Cu Tweety. (LT)
- 028 Tree For Two  10/4/52 - Prima apariție cu și a lui Spike and Chester. (LT)

## 1953
- 029 Snow Business  1/17/53 - Cu Tweety. (LT)
- 030 A Mouse Divided  1/31/53 (MM)
- 031 Fowl Weather  4/4/53 - Cu Tweety. (MM)
- 032 Tom Tom Tomcat  6/27/53 - Cu Tweety. (MM)
- 033 A Street Cat Named Sylvester  9/5/53 - Cu Tweety. (LT)
- 034 Catty Cornered  10/31/53 - Cu Tweety. (MM)
- 035 Cats A-Weigh  11/28/53 - Cu Hippety, Sylvester Jr.. (MM)

## 1954
- 036 Dog Pounded  1/2/54 - Cu Tweety and și un cameo de Pepé Le Pew. (LT)
- 037 Bell Hoppy  4/17/54 - Cu Hippety. (MM)
- 038 Dr. Jerkyl's Hide  5/8/54 - Ultima apariție cu și a lui Spike and Chester. (LT)
- 039 Claws for Alarm  5/22/54 - Cu Porky. (MM)
- 040 Muzzle Tough  6/26/54 - Cu Tweety. (MM)
- 041 Satan's Waitin'  8/7/54 - Cu Tweety. (LT)
- 042 By Word of Mouse  10/2/54 (LT)

## 1955
- 043 Lighthouse Mouse  3/12/55 - Cu Hippety Hopper. (MM)
- 044 Sandy Claws  4/2/55 - Cu Tweety. (LT)
- 045 Tweety's Circus  6/4/55 - Cu Tweety. (MM)
- 046 Jumpin' Jupiter  8/6/55 - Ultima îmeprechere cu Sylvester și Porky. (MM)
- 047 A Kiddies Kitty  8/20/55 (MM)
- 048 Speedy Gonzales  9/17/55 - Prima îmeprechere cu Sylvester și Speedy
- 049 Red Riding Hoodwinked  10/29/55 - Cu Tweety. (LT)
- 050 Heir-Conditioned  11/26/55 - Cu Elmer. (LT)
- 051 Pappy's Puppy  12/17/55 (MM)

## 1956
- 052 Too Hop To Handle  1/28/56 - Cu Hippety, Sylvester Jr. (LT)
- 053 Tweet and Sour  3/24/56 - Cu Tweety. (LT)
- 054 Tree Cornered Tweety  5/19/56 - Cu Tweety. (MM)
- 055 The Unexpected Pest  6/2/56 (MM)
- 056 Tugboat Granny  6/23/56 - Cu Tweety. (MM)
- 057 The Slap-Hoppy Mouse  9/1/56 - Cu Hippety, Sylvester Jr. (MM)
- 058 Yankee Dood It  10/13/56 - Ultima îmeprechere cu Sylvester și Elmer. (LT)

## 1957
- 059 Tweet Zoo  1/12/57 - Cu Tweety. (MM)
- 060 Tweety and the Beanstalk  5/16/57 - Cu Tweety. (MM)
- 061 Birds Anonymous  8/10/57 - Cu Tweety. (MM)
- 062 Greedy For Tweety  9/28/57 - Cu Tweety. (LT)
- 063 Mouse-Taken Identity  11/16/57 - Cu Hippety, Sylvester Jr. (MM)
- 064 Gonzales' Tamales  11/30/57 - Cu Speedy. (LT)

## 1958
- 065 A Pizza Tweety Pie  2/22/58 - Cu Tweety. (LT)
- 066 A Bird in a Bonnet  9/27/58 - Cu Tweety. (MM)

## 1959
- 067 Trick or Tweet  3/21/59 - Cu Tweety. (MM)
- 068 Tweet and Lovely  7/18/59 - Cu Tweety. (MM)
- 069 The Cat's Paw  8/15/59 - Cu Sylvester Jr. (LT)
- 070 Here Today, Gone Tamale  8/29/59 - Cu Speedy. (LT)
- 071 Tweet Dreams  12/5/59 - Cu Tweety. (LT)

## 1960
- 072 West of the Pesos  1/23/60 - Cu Speedy. (MM)
- 073 Goldimouse and the Three Cats  3/15/60 - Cu Sylvester Jr. (LT)
- 074 Hyde and Go Tweet  5/14/60 - Cu Tweety. (MM)
- 075 Mouse and Garden  7/16/60 (LT)
- 076 Trip For Tat  10/29/60 - Cu Tweety. (MM)

## 1961
- 077 Cannery Woe  1/7/61 - Cu Speedy. (LT)
- 078 Hoppy Daze  2/11/61 - Cu Hippety. (LT)
- 079 Birds of a Father  4/1/61 - Cu Sylvester Jr. (LT)
- 080 D' Fightin' Ones  4/22/61 (MM)
- 081 The Rebel Without Claws  7/15/61 - Cu Tweety. (LT)
- 082 The Pied Piper of Guadalupe  8/19/61 - Cu Speedy. (LT)
- 083 The Last Hungry Cat  12/2/61 - Cu Tweety. (MM)

## 1962
- 084 Fish and Slips  3/10/62 - Cu Sylvester Jr. (LT)
- 085 Mexican Boarders  5/12/62 - Cu Speedy. (LT)
- 086 The Jet Cage  9/22/62 - Cu Tweety. (LT)

## 1963
- 087 Mexican Cat Dance  4/20/63 - Cu Sylvester și Speedy. (LT)
- 088 Chili Weather  8/17/63 - Cu Sylvester și Speedy. (MM)
- 089 Claws in the Lease  11/9/63 - Cu Sylvester Jr. (MM)

## 1964
- 090 A Message to Gracias  2/8/64 - Cu Speedy. (LT)
- 091 Freudy Cat  3/14/64 - Ultima împerechere cu Sylvester și Hippety. Ultima împerechere cu Sylvester și Sylvester Jr. (LT)
- 092 Nuts and Volts  4/25/64 - Cu Speedy. (LT)
- 093 Hawaiian Aye Aye  6/27/64 - Ultima împerechere cu Sylvester și Tweety. (MM)
- 094 Road To Andalay  12/26/64 - Cu Speedy. (MM)

## 1965
- ' It's Nice to Have a Mouse Around the House  1/16/65 - Cu Speedy, Daffy. (LT)
- ' Cats And Bruises  1/30/65 - Starring Speedy. (MM)
- ' The Wild Chase  2/27/65 - Singurul desen cu Sylvester și Wile E. Coyote și Road Runner. Ultima împerechere cu Sylvester și Speedy în timpul a tot desenul. Ultimul desen unde Sylvester este personajul principal. (MM)

## 1966
- ' A Taste of Catnip  12/3/66 - Cu Speedy, Daffy. Cameo de Sylvester. Ultima împerechere cu Sylvester și Speedy. Ultima apariție Looney Tunes a lui Sylvester (MM)

## 1979
- Bugs Bunny's Christmas Carol
- The Yolk's on You

## 1995
- Carrotblanca, jucat de Joe Alaskey
- The Sylvester and Tweety Mysteries (1995–2002), jucat de Joe Alaskey

## 1996
- Space Jam

## 1998
- Father of the Bird, jucat de Joe Alaskey

## 2000
- Tweety's High-Flying Adventure, jucat de Joe Alaskey

## 2004
- Museum Scream, jucat de Jeff Bennett

## 2006
- Bah, Humduck! A Looney Tunes Christmas, jucat de Joe Alaskey

## 2011
- The Looney Tunes Show, jucat de Jeff Bergman
- I Tawt I Taw A Puddy Tat, jucat de Mel Blanc

## Webtoons
- Twick or Tweety
- Aluminium Chef - Sylvester Cat vs. Tweety Bird
- Judge Granny - Case 2: Tweety vs. Sylvester
- Mysterious Phenomena of the Unexplained - #1 Sufferin Sasquatch
- Mysterious Phenomena of the Unexplained - #5 The Bermuda Short